# Pterocypsela
Pterocypsela é um género botânico pertencente à família Asteraceae.